# Sarmato

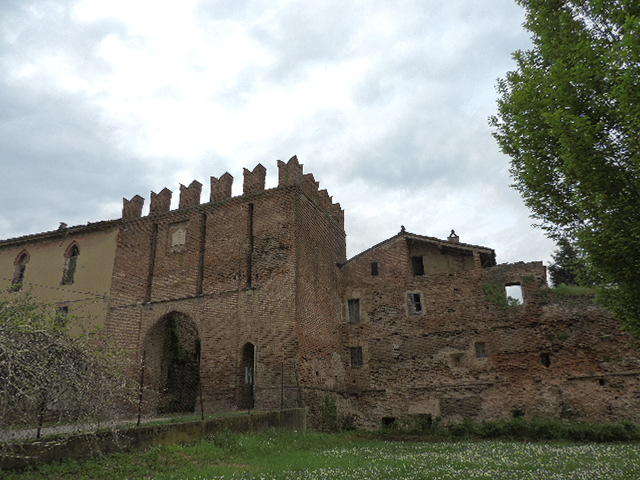
Entrata del castello di Sarmato

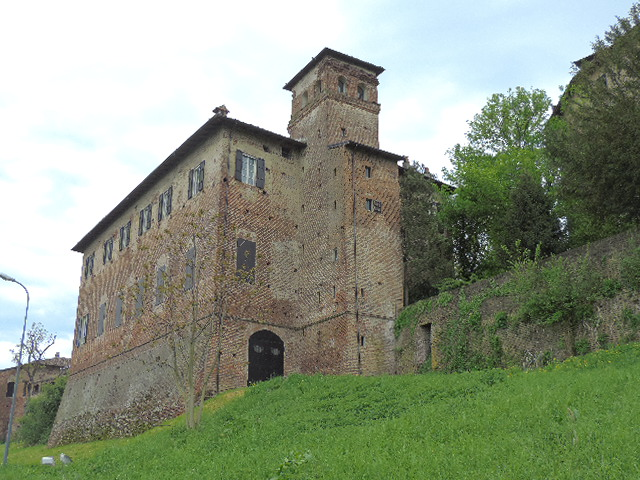
Castello di Sarmato vista posteriormente

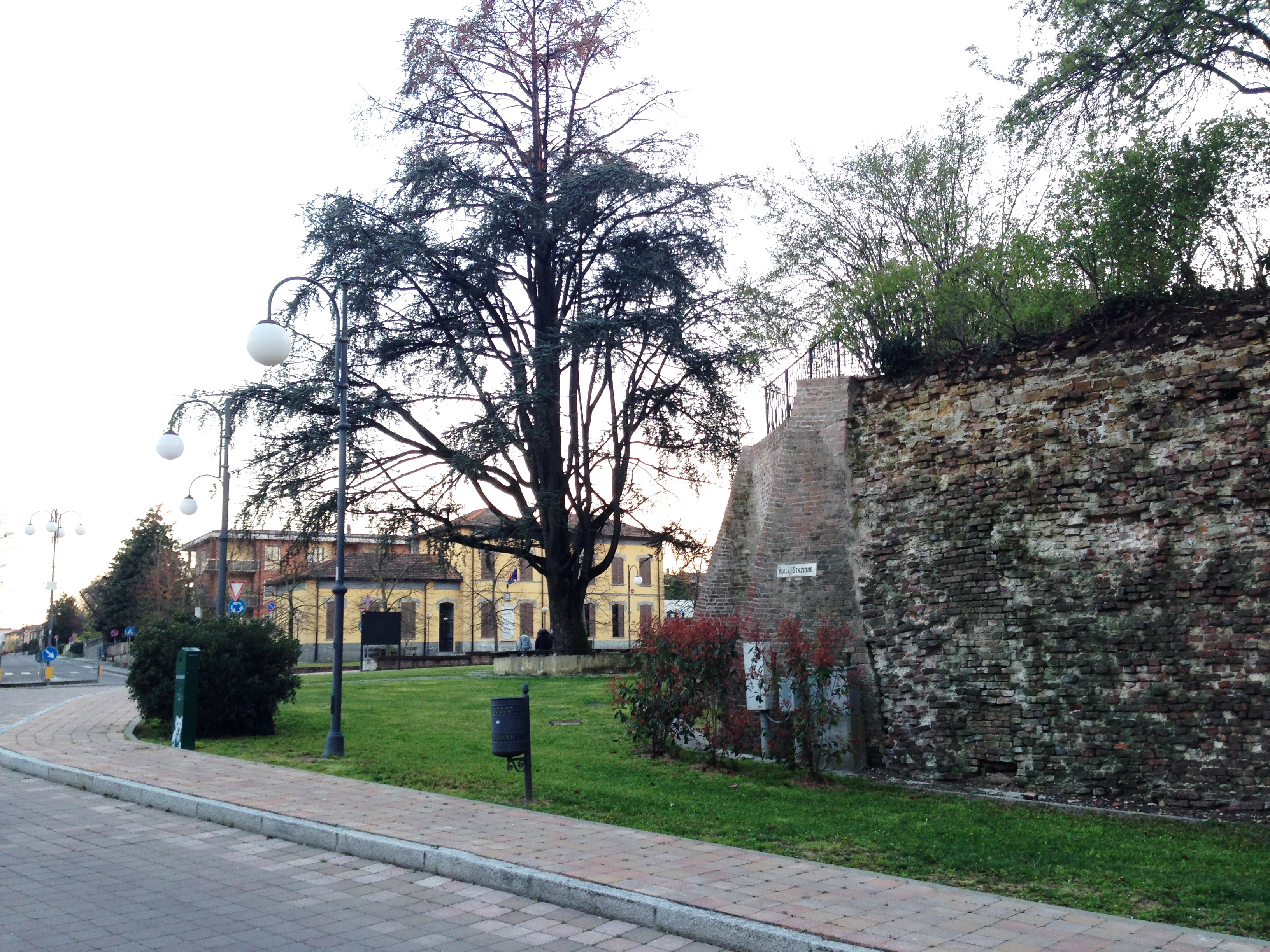
Scorcio Piazza Roma

Sàrmato (Särmat in dialetto piacentino) è un comune italiano di 2 987 abitanti della provincia di Piacenza in Emilia-Romagna.

## Geografia fisica

### Territorio
Il paese e il territorio comunale sono situati nella pianura Padana, presso la riva destra del Po e la bassa val Tidone. Il comune è collocato nella parte nord-occidentale della provincia di Piacenza e confina con quella lombarda di Pavia. I comuni confinanti sono: Castel San Giovanni, Borgonovo Val Tidone, Rottofreno, Pieve Porto Morone (PV) e Monticelli Pavese (PV).
Il territorio comprende, oltre all'abitato principale, anche i nuclei abitati di Agazzino, Cà dell'Acqua, Casoni, Cepone, Coste di Sotto, Madonna del Rosario, Nosone, Ponte Tidone, Salumificio e Veratto. In prossimità di quest'ultimo si ha la confluenza del torrente Tidone nel fiume Po.

### Clima
Sarmato appartiene alla zona climatica E. Il clima è di tipo continentale come nel resto della Val Padana.
| Sarmato                    | Mesi | Mesi | Mesi | Mesi | Mesi | Mesi | Mesi | Mesi | Mesi | Mesi | Mesi | Mesi | Stagioni | Stagioni | Stagioni | Stagioni | Anno |
| Sarmato                    | Gen  | Feb  | Mar  | Apr  | Mag  | Giu  | Lug  | Ago  | Set  | Ott  | Nov  | Dic  | Inv      | Pri      | Est      | Aut      | Anno |
| -------------------------- | ---- | ---- | ---- | ---- | ---- | ---- | ---- | ---- | ---- | ---- | ---- | ---- | -------- | -------- | -------- | -------- | ---- |
| T. max. media (°C)         | 4    | 7    | 13   | 17   | 22   | 26   | 29   | 27   | 24   | 17   | 10   | 5    | 5,3      | 17,3     | 27,3     | 17       | 16,8 |
| T. min. media (°C)         | −3   | −1   | 2    | 6    | 10   | 13   | 16   | 16   | 13   | 9    | 3    | −2   | −2       | 6        | 15       | 8,3      | 6,8  |
| Precipitazioni (mm)        | 63   | 70   | 77   | 78   | 71   | 63   | 38   | 67   | 57   | 94   | 91   | 70   | 203      | 226      | 168      | 242      | 839  |
| Umidità relativa media (%) | 86   | 83   | 75   | 78   | 76   | 75   | 73   | 75   | 78   | 85   | 88   | 89   | 86       | 76,3     | 74,3     | 83,7     | 80,1 |

## Storia

### La fondazione e l'origine del nomeSarmato
La leggenda vuole che sia stato fondato dai barbari Sarmati, da cui sarebbe derivato il nome. La chiesa di Santa Maria Assunta fu fatta edificare nell'VIII secolo per volere del principe longobardo Burnengo, che poi fu seppellito sotto la soglia della chiesa. La storia e l'immagine stessa del paese sono strettamente legate al suo elemento più caratteristico, ovvero il castello di Sarmato costruito attorno all'inizio del 1200, probabilmente su una precedente torre longobarda diroccata, che fu avamposto della guelfa Piacenza, a difesa della val Tidone, contro la ghibellina Pavia e fu teatro di scontri numerosi tra le due fazioni. Assieme al castello di Sarmato furono edificate anche la rocca di Borgonovo Val Tidone ed il Castello di San Giovanni (Castel San Giovanni). Il complesso di Sarmato costituiva la via d'accesso originari alla val Tidone, tanto è vero che fino alla fine del '700 fu attivo un porto in località Bosco di Litta che collegava Sarmato alla sponda lombarda. Questa posizione strategica spiega le maggiori dimensioni del castello di Sarmato rispetto alle rocche di Borgonovo e Castel San Giovanni (distrutta).

### Il feudo di Sarmato dai conti Pallastrelli agli Scotti e dai conti Dal Verme ai conti Zanardi Landi di Veano
La storia documentata parte dal 1216 quando le milizie piacentine e milanesi si riunirono sotto le sue mura, in attesa di muovere guerra ai nemici pavesi e nel 1270 la fortezza, allora difesa dalla famiglia Pallastrelli, fu attaccata e seriamente danneggiata dalle milizie del Signore di Bardi, conte Ubertino Landi, uno dei capi della detta fazione imperiale. I Pallastrelli di Sarmato, la cui storia è legata alla tradizione di S.Rocco e S.Gottardo, dovettero vendere nel 1363, e si trasferirono in Portogallo dove ottennero onori e privilegi e una discendente di Gottardo Felipa Perestrello (in realtà Pallastrelli) sposò l'esploratore Cristoforo Colombo, scopritore delle Americhe. Il fortilizio ed il ricco feudo di Sarmato quindi passarono al ricco mercante Bartolomeo Seccamelica, che ne fu investito nel 1376 da Galeazzo Visconti, allora Signore di Milano. Per difendere il fortilizio di Sarmato, Seccamelica dovette subire, nel suo maniero, un lungo assedio della fazione guelfa che lo catturò e lo imprigionò. Gli furono uccisi la moglie ed tutti figli tranne una sola femmina, Margherita. Costei sposò, nonostante appartenesse a famiglia acerrima nemica del potere imperiale, il nobile Giacomo Scotti, nipote di Alberto Scotti "Il Ricco", signore di Piacenza, portando a questa famiglia il feudo e terre di Sarmato. Il dominio degli Scotti, ed in particolare del conte Alberto Scotti, fu insidiato ai primi del '400 sia agli Arcelli Fontana, conti della Val Tidone, sia dai milanesi assieme ai conti Dal Verme, che poi con Luigi Dal Verme, conte di Bobbio e Voghera e signore di Pianello Val Tidone, Borgonovo Val Tidone, Castel San Giovanni e di tutta la val Tidone (dopo il subentro feudale agli Arcelli). Infine dopo l'occupazione del ducato di Milano da parte francese verso la fine del '400, il feudo ritornò proprietà dei conti Scotti-Douglas, a cui restò sino al 1819 quando, con la scomparsa dell'ultima erede - la contessa Luigia Scotti-Douglas da Sarmato - passò per eredità femminile ai conti Zanardi Landi di Veano che ancora lo conservano, e ne hanno iniziato un graduale percorso di recupero e valorizzazione.

### La municipalità di Sarmato: dalla fondazione napoleonica ai giorni nostri
La calata di Napoleone Bonaparte in Italia, segna di fatto la fine del mondo feudale e dell'ancien régime anche in Italia. Essa determinò la nascita della Municipalità (Mairie) di Sarmato che fu decretato nel 1805 a seguito dell'istituzione del codice Napoleonico. Il territorio del Comune di Sarmato derivò dall'aggregazione del feudo Scotti, dei comunelli di Veratto, Pontetidone ed Agazzino, abitati, allora molto popolosi. Il primo Sindaco alla francese (maire) è Gaetano Zanetti, che resta in carica fino al crollo dell'impero napoleonico nel 1814; nella fase di transizione, verso il governo di Maria Luigia, gli succede Giulio Sgorbati. La popolazione dell'intero comune nel 1815 è di 2370 unità. Dopo la parentesi napoleonica si ritorna alle vecchie strutture del Podestà e del Consiglio degli Anziani, costituito dai possidenti e maggiorenti. Durante la restaurazione è preoccupazione principale degli amministratori di sollevare, per quanto possibile, le condizioni di estrema povertà della popolazione, con il ricorso a lavori pubblici. Venne istituita in quegli anni la scuola elementare, inizialmente solo maschile, si impone la vaccinazione contro il colera e si tutelano, per quanto possibile, la morale pubblica e i costumi. Nel 1825 il comune prevede la spesa di lire nuove 5530 per il nuovo cimitero a fianco della chiesa parrocchiale, tardivo riconoscimento dei Decreti Napoleonici del 1811-1813. Nel 1836 il Comune realizza con la spesa di lire nuove 1800 il selciato della piazza pubblica (ora detta della Chiesa) e del sagrato, delimitato da colonnotti in granito. Nel 1843 Sarmato vede realizzato il ponte sul Tidone per iniziativa del governo ducale di Maria Luigia. Nel 1848 il Comune aderisce al governo provvisorio per acclamazione e risponde ai plebisciti con la seguente votazione: Totale voti validi 699 a favore del Piemonte n.689 a favore del Lombardo-Veneto n. 1 a favore dello Stato Pontificio n. 9 Nel 1858, a seguito di richiesta dell'opera parrocchiale che gestiva i cimiteri, considerati non più sufficienti, il comune delibera di assumere in proprio la spesa di lire nuove 6800, per la costruzione di un nuovo cimitero, sotto la vigile protezione del santuario della Madonna di Caravaggio, lungo la strada per Borgonovo. Nel 1859 viene realizzata la nuova linea ferroviaria Piacenza-Alessandria e con essa la stazione di Sarmato. Nel 1860 viene promulgata la legge elettorale sarda, nello stesso anno viene realizzata la strada della stazione, che per il momento si innesta su via Molza. Nella seconda metà del secolo il Comune trasferisce la propria sede dalla piazza della Chiesa ad un'ala del castello sulla nuova piazza che viene progressivamente delineandosi. Alla fine del 1800 il centro storico del paese assume la fisionomia attuale con una nuova piazza aperta sulle direttrici Bettola-Stazione e Torchio-Sacchello. Dopo l'unità d'Italia l'orizzonte del comune si amplia ad una visione nazionale con grande fermento di opere pubbliche e attenzione ai problemi sociali. Il volgere del XIX secolo e l'inizio del XX, sono segnati dalla forte personalità politico-imprenditoriale di Rocco Chiapponi, che, conducendo i suoi vasti fondi e costruendo una rete di rapporti opportuna, fu fondamentale per l'insediamento nel territorio comunale dello zuccherificio (chiuso nel 2003) che, assieme alle due fabbriche di conserva di pomodori, segneranno il panorama agroindustriale del paese e la vita lavorativa di tanti sarmatesi.

## Stemma
Lo stemma comunale, concesso con Regio Decreto, raffigura, in campo aureo, un castello rosso con tre torri; su quella centrale spicca una banderuola azzurra con una banda d'argento accostata da due stelle, anch'esse d'argento. Il Gonfalone e lo stemma comunale richiamano la presenza caratterizzante del castello di Sarmato, la cui torre è visibile a chilometri di distanza.

## San Rocco, Gottardo e il cagnolino
La storia di San Rocco, la sua santità, le sue vicende in Sarmato si diffusero in tutta la cristianità ad opera di pellegrini che qui sostavano, legando per sempre l'immagine del paese piacentino all'agiografia ed all'iconografia stessa del santo taumaturgo.
La leggenda narra che San Rocco da Montpellier di ritorno dal suo viaggio di pellegrinaggio a Roma si ammalò di peste mentre assisteva i contagiati ricoverati nell'ospedale di Santa Maria di Betlemme in Piacenza. Fuoriuscito dalla città, si rifugiò in una capanna o (secondo altra narrazione) in una spelonca nel bosco vicino a Sarmato, a poche decine di metri dal Castello di Sarmato e non lontano dall'importante Transitum Padi, il guado di Calendasco sulla via Francigena. Un cagnolino che ogni giorno rubava una pagnotta dalle cucine del castello di Sarmato, si allontanava con il panino in bocca, dalle cucine. Gottardo Pallastrelli, signore del maniero, accortosi di questo fatto insolito, seguì il cane di nascosto, ed in questo modo incontrò il santo, a cui detto cagnolino (che alcune tradizioni chiamano Reste) portava la pagnotta. Gottardo assistette Rocco sino alla guarigione di quest'ultimo e quando San Rocco, guarito, ripartì, Gottardo lasciò i suoi beni per divenire anch'egli pellegrino sull'esempio del suo amico.
San Rocco è il santo patrono di Sarmato, la ricorrenza si festeggia il 16 agosto. Nel paese sono conservate tuttora la fontana che San Rocco sgorgò invocato Dio dalla nuda roccia, l'oratorio Seicentesco e la grotta dei colloqui con Dio, dedicate al santo patrono, e meta di devozione e culto.

## Monumenti e luoghi d'interesse

### Castello di Sarmato

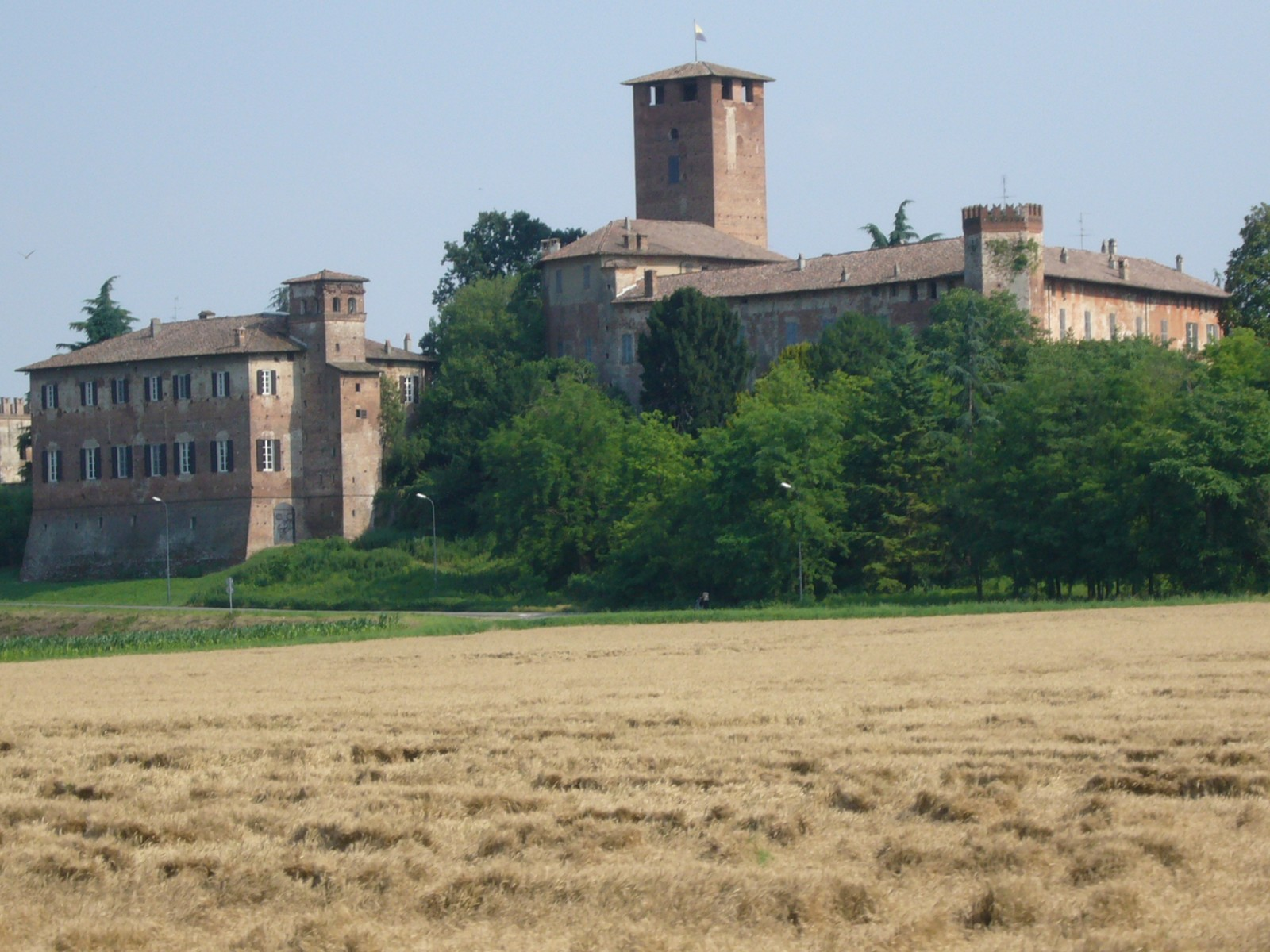
Veduta del Castello dal lato nord

Un ampio complesso fortificato fondato probabilmente dai barbari Sarmati, sicuramente presidio Longobardo il castello di Sarmato venne eretto verso l'anno mille. Posto nei pressi dell'incrocio di due percorsi: la via Emilia pavese e la via Francigena; era un importante avamposto, con Castel San Giovanni e Borgonovo Val Tidone, nella funzione strategica di difesa dei territori piacentini (guelfi) dai pavesi (ghibellini). La prima data certa è il 1216 quando qui si radunarono le milizie milanesi e piacentine che conquistarono le fortificazioni ghibelline sulle alture nei pressi di Rovescala. Molti furono, in quei secoli turbolenti i passaggi di mano: dai Pallastrelli agli Arcelli, dai Seccamelica agli Scotti, fino ai conti Zanardi Landi di Veano, attuali proprietari.
Il complesso interamente edificato in laterizio è circondato da mura, ancora ben evidenti anche se col tempo un po' smozzicate, che erano contornate da un fossato. Racchiudono un piccolo borgo di pianta rettangolare, diviso da due strade perpendicolari, con abitazioni, tre chiese, il castello, la rocchetta. Tre sono gli accessi al borgo protetti da costruzioni difensive. L'ingresso principale è a sud, protetto da un rivellino merlato con due archi, uno per il passaggio pedonale e l'altro, a sesto acuto, per quello carrabile che erano dotati di ponte levatoio. Gli altri due accessi fortificati si trovano uno ad est, ospita il municipio, e l'altro ad ovest chiamato la rocchetta. Rivolto verso nord, si affaccia sull'antico letto del Po. Ha pianta a forma di U ed è il risultato di ampliamenti del mastio costruito nel XIII secolo su una preesistente torre longobarda. Ampliato e trasformato in residenza signorile dai conti Zanardi Landi è dotato di un parco racchiuso all'interno delle mura. Il corpo di fabbrica è affiancato da una torretta di segnalazione. Il castello di Sarmato, entrato a far parte dell'associazione Castelli Del Ducato di Parma e Piacenza, è aperto da pochi anni alle visite guidate. All'ingresso dell'abitato di Sarmato vi è una piccola costruzione chiamata il casino: era l'antico ospitale dei pellegrini che transitavano sulla via Francigena. Costruito sull'incrocio tra la via Romea (poi via Emilia) e la strada che conduce al Po dove, in località Veratto, vi era il porto che traghettava i pellegrini in alternativa al Guado di Sigerico nella vicina Calendasco.

### Monumenti dedicati a San Rocco (la chiesa, la grotta e la fontana)

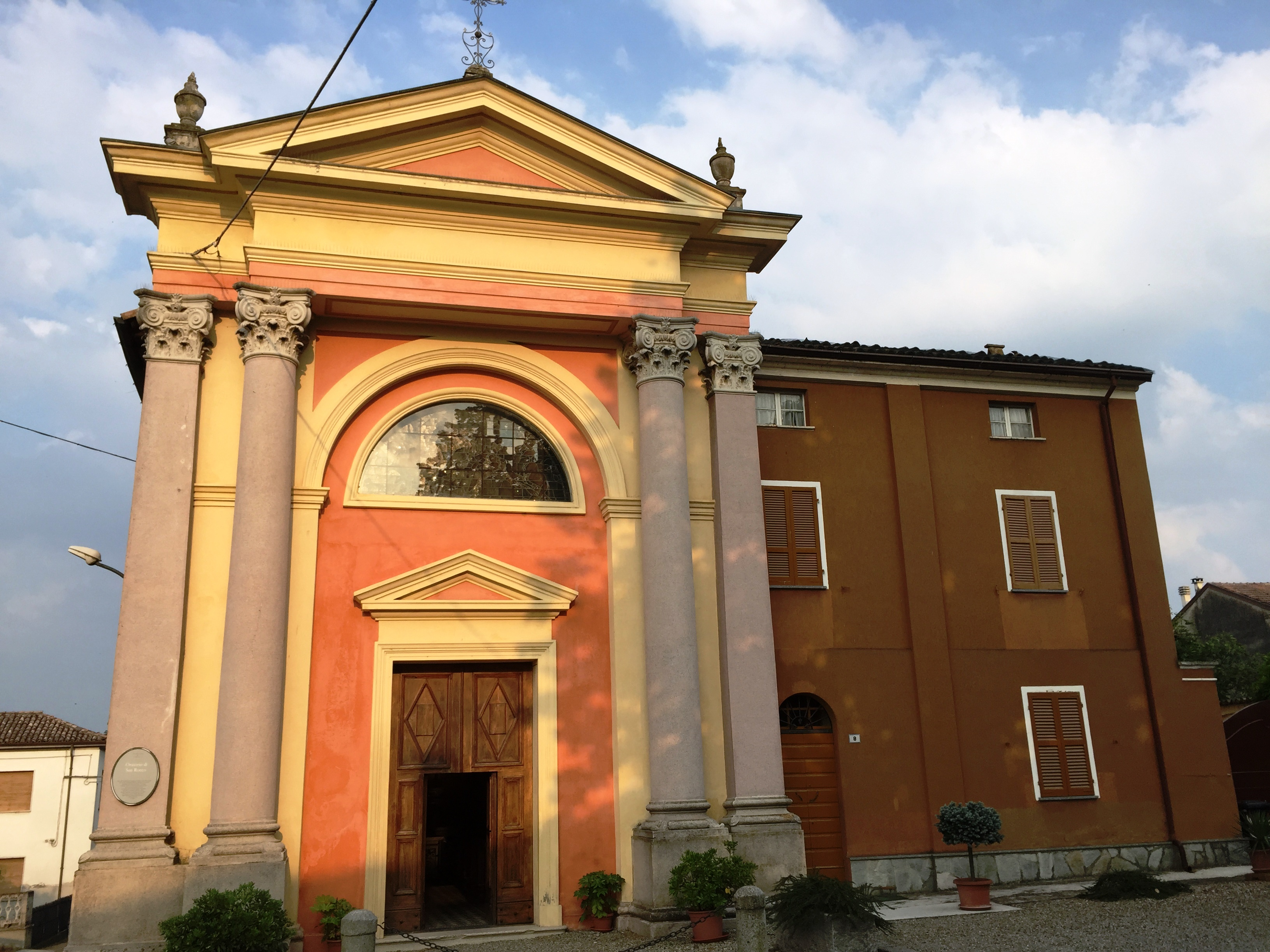
Chiesa San Rocco

Gli abitanti di Sarmato, molto riconoscenti per la protezione del Santo, trasformarono la sua capanna in cappella. Nel XVI secolo costruirono una piccola chiesa che nel secolo successivo ebbe definitiva sistemazione.
La chiesa ha una sola navata con la facciata a forma di capanna. Nel periodo anteguerra fu coperta con una quinta neoclassica. Il santuario dedicato a San Rocco è posizionato in fondo al viale (poi denominato Via San Rocco) posto alle spalle della chiesa parrocchiale dell'Assunta. All'interno della chiesa è conservata una pregevole statua barocca del Santo patrono di Montpellier, particolarmente fedele all'iconografia tradizionale.
Dietro alla chiesa di San Rocco vi è la grotta in cui, secondo la tradizione, avrebbe dimorato il Santo durante la sua lunga permanenza nel paese. All'interno della grotta è presente una statua del patrono. Qui San Rocco viene raffigurato assieme al cane che, secondo la tradizione, portava giornalmente una pagnotta al santo ammalato di peste.
Vicino alla piazza dalla chiesa parrocchiale dell'Assunta, è presente e attualmente attiva la cosiddetta fontana di San Rocco. Secondo la leggenda, la fonte sgorgò miracolosamente per permettere al santo di dissetarsi e lavarsi.

### Il santuario di Caravaggio

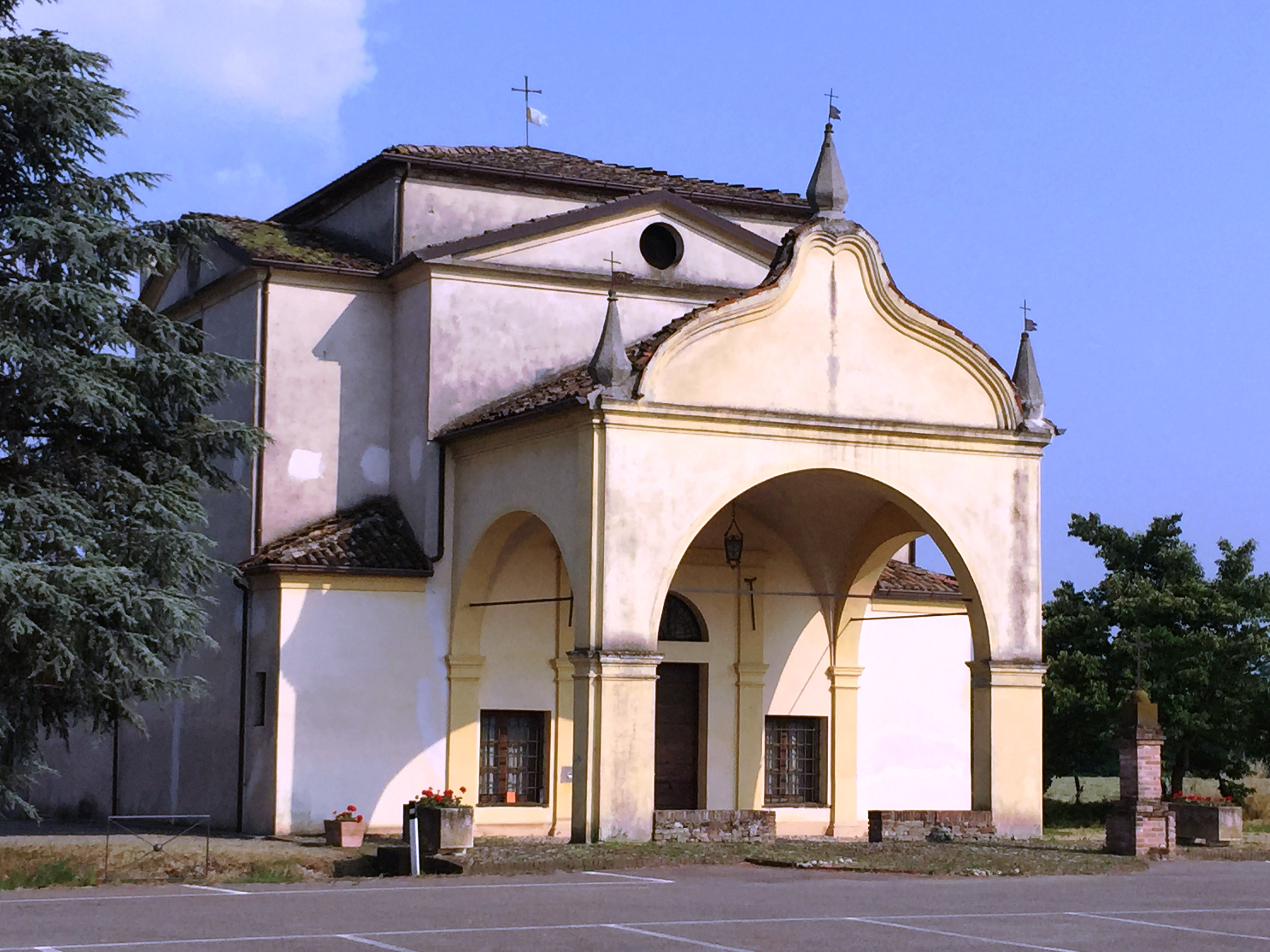
Santuario di Caravaggio

Costruita nel XVIII secolo, rappresenta il più antico santuario mariano della Bassa Valtidone. Il santuario, dedicato alla Beata Vergine di Caravaggio, sorge lungo la provinciale per Borgonovo Val Tidone ed è posizionata accanto al cimitero comunale. Esso ha la forma di croce greca sicuramente mano dell'architetto sarmatese Lotario Tomba.
Nell'abside è conservato un affresco della seconda metà del XVIII secolo, di autore ignoto che rappresenta l'apparizione secondo i stretti canoni devozionali popolari. In questo affresco la Vergine è rappresentata in atto benedicente, mentre Giovannetta è inginocchiata in preghiera. Alle loro spalle sono raffigurate il castello di Sarmato, il primitivo edificio del santuario di Caravaggio ed il fabbricato dove ebbe inizio questa devozione, probabilmente un mulino.
Trattasi di un documento di notevole importanza storica, sia perché è tra le più antiche immagini della Madonna di Caravaggio, sia per i riferimenti ambientali. Ai primi decenni del XIX secolo l'affresco è stato traslato da una parete sovrastante l'altare all'abside, in un contesto di decorazione neoclassica particolarmente felice.
Questo santuario fu riportato al primitivo splendore da un decennio a questa parte per iniziativa spontanea di molti sarmatesi e segnatamente dal gruppo alpini.

### La chiesa parrocchiale di Santa Maria Assunta

Chiesa Santa Maria Assunta

La fondazione della chiesa risale all'VIII secolo dopo Cristo, ad opera del principe Longobardo Burnengo (detto Buringo). La parrocchia era già presente nell'XI secolo, ma la documentazione di archivio parte dal 1572, poiché quella precedente a tal data fu distrutta da un misterioso incendio.
Il tempio, dedicato a Santa Maria Assunta, ha subito molte trasformazioni; il preesistente risaliva al XVI secolo ed era a tre navate con volte ad archi a tutto sesto. La magnifica canonica, ora restaurata, fu realizzata nel 1715 ad opera di don Giorgio Zanettini, come ex voto.
La torre campanaria, iniziata da don Francesco Boeri nella seconda metà del 1700, in sostituzione di quella bassa e diroccata, è stata terminata nel XIX secolo.
Nel periodo anteguerra don Giuseppe Spagnoli, per far fronte all'aumento della popolazione, decise di allungare la chiesa.
Con l'intervento dell'architetto Berzolla fu trasformata in chiesa a croce latina, con transetto e nuova abside.
L'attuale facciata, in cotto e rivestimento di cemento in finto marmo, fu realizzata nel decennio 1950-1960. L'appesantimento della facciata fu sicuramente una delle cause del crollo del tetto della navata laterale sinistra il 22 maggio 1964. Il crollo fortunatamente non causò vittime, ma causò altresì ingenti danni alla struttura.
Successivamente Don Bruno Sidoli ripristinò la chiesa eliminando la parte vecchia per ragioni di sicurezza e trasformando la chiesa secondo la direttive conciliari.
La chiesa presenta tre caratteri stilistici discontinui: la facciata in stile novecentesco, la navata in stile moderno-contemporaneo e infine l'abside in stile neo-rinascimentale.
Al suo interno sono conservate: una pregevolissima statua della Madonna del Rosario del XVIII secolo di sicura mano del Geernaert, una statua lignea del XVII secolo che raffigura Santa Caterina da Siena, un quadro di maniera del 1600 raffigurante Sant'Anna e Santa Lucia, un quadro del XIX secolo di San Antonio da Padova.
Nell'abside è conservato il quadro della Madonna Assunta, opera di Enrico Prati del 1891.
L'organo, che ora si trova a fianco dell'abside, conserva tracce dell'antico Serassi.

## Società

### Evoluzione demografica
Abitanti censiti

### Etnie e minoranze straniere
Al 31 dicembre 2012 gli stranieri residenti nel comune di Sarmato in totale sono 538 e rappresentano il 18,2% della popolazione residente. Tra le nazionalità più rappresentate troviamo:
| Paese                | Popolazione (2012) | Percentuale % |
| -------------------- | ------------------ | ------------- |
| Marocco              | 128                | 23,8          |
| Romania              | 102                | 19,0          |
| Albania              | 82                 | 15,2          |
| Tunisia              | 37                 | 6,9           |
| Bosnia ed Erzegovina | 25                 | 4,6           |
| Ucraina              | 24                 | 4,5           |

## Cultura

### Istruzione
Nel comune sono presenti un asilo nido, una scuola materna, una scuola elementare e una scuola media. All'interno della scuola media è presente la biblioteca comunale. Essa svolge anche la funzione di mediateca e emeroteca.

### Cucina
Diversi i prodotti tipici della zona. Per quanto riguarda i primi sono da menzionare gli anolini in brodo, i pisarei e fasö e i tortelli con la coda al burro e salvia. Per i secondi la tradizione presenta una serie di pietanze a base di carne: stracotto di manzo, selvaggina arrosto e in umido, salame cotto, asinina e cavallo in umido. Si trovano tra le "eccellenze" della zona anche i formaggi ed i salumi. Le pietanze sopra indicate sono solitamente accompagnate dai vini delle vicine colline come il gutturnio, barbera e ortrugo.

### Eventi e ricorrenze
- Festa del salame, l'ultimo weekend del mese di maggio. Questo evento, celebrato ininterrottamente dal 1968, è dedicato al tipico salume tradizionale e altri prodotti tipici locali con stand gastronomici, luna-park, bancarelle e mostre fotografiche
- Festa del patrono San Rocco, 16 agosto. Durante le celebrazioni viene consegnato il premio "San Rocco”, più noto come “San Rocchino”.
- Sun Rock Festival, a luglio. Festival di musica anni '50 presentato dall'associazione S.L.U.R.P., con concerti live, esibizioni di ballo Rock 'n' roll , stand gastronomici e mercatini vintage.

## Economia
Il terreno ha un andamento plano-altimetrico pianeggiante e parecchi corsi d'acqua che forniscono un'abbondante irrigazione. Grazie a queste favorevoli caratteristiche, l'economia è prettamente di stampo agricolo. Le coltivazioni principali sono: cereali (in particolare frumento e granoturco), foraggi e ortaggi (in particolare pomodoro). Un ramo importante è anche la zootecnia, in particolare l'allevamento bovino. Sviluppata è l'industria alimentare, affiancata da aziende che operano nei comparti edile, metalmeccanico, produzione del vetro, produzione di articoli in gomma e in plastica. Il terziario si compone di una discreta rete commerciale e dei servizi, compreso quello bancario. Ogni venerdì mattina si svolge il mercato settimanale.

## Infrastrutture e trasporti

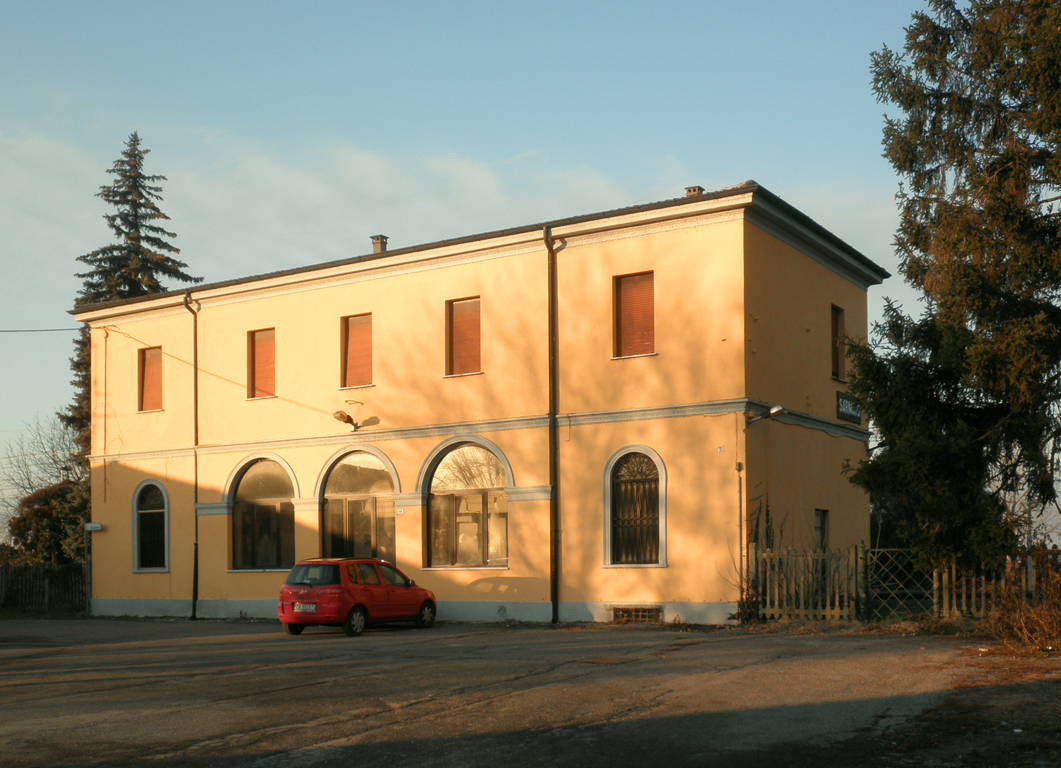
Stazione ferroviaria

Il comune è attraversato dalla strada statale 10 Padana Inferiore ed essa è la principale via di accesso al comune.
Sarmato è servito dall'autolinea Piacenza-Nibbiano Caminata operata da SETA.
La Stazione di Sarmato è ubicata sulla ferrovia Alessandria-Piacenza. Dal 2021 la stazione è stata dotata di un sottopasso per accedere al secondo binario.
L'Autostrada Torino Piacenza (A21) attraversa il territorio comunale. Il casello autostradale più vicino dista circa 7 km ed è quello di Castel San Giovanni sull'autostrada A21.
Gli aeroporti principali più vicini sono quelli di Malpensa, Linate e Orio al Serio.
Tra il 1893 e il 1938 Sarmato fu servita dalla tranvia Piacenza-Pianello-Nibbiano.

## Protezione civile
Dal 2008 è attivo un gruppo intercomunale di protezione civile denominato “ALFA”. Questo gruppo, composto esclusivamente da volontari, ha il compito prevenire, fronteggiare, soccorrere e intervenire in occasione di eventi di qualsiasi natura (per esempio emergenze e calamità, ma anche supporto ad eventi) nel campo della protezione civile. Inoltre il gruppo, periodicamente, organizza esercitazioni di protezione civile. Il gruppo è uno dei più grandi della provincia di Piacenza ed è principalmente attivo nei seguenti comuni: Sarmato (dove ha la sede), Castelsangiovanni, Borgonovo, Ziano, Rottofreno, Gragnano, Agazzano, Rivergaro, Gossolengo e Calendasco.

## Amministrazione
Di seguito è presentata una tabella relativa alle amministrazioni che si sono succedute in questo comune.
| Periodo        | Periodo        | Primo cittadino   | Partito                                           | Carica  | Note   |
| -------------- | -------------- | ----------------- | ------------------------------------------------- | ------- | ------ |
| 26 giugno 1985 | 25 maggio 1990 | Luigi Bozzini     | Partito Comunista Italiano                        | Sindaco | [ 10 ] |
| 25 maggio 1990 | 24 aprile 1995 | Rino Curtoni      | Partito Comunista Italiano                        | Sindaco | [ 10 ] |
| 24 aprile 1995 | 14 giugno 1999 | Sergio Romanini   | centro-sinistra - liste civiche                   | Sindaco | [ 10 ] |
| 14 giugno 1999 | 16 agosto 2003 | Mauro Torreggiani | lista civica di centro-sinistra                   | Sindaco | [ 10 ] |
| 14 giugno 2004 | 8 giugno 2009  | Sabrina Gallinari | lista civica di centro-sinistra Uniti per Sarmato | Sindaco | [ 10 ] |
| 8 giugno 2009  | 26 maggio 2014 | Anna Tanzi        | Il Popolo della Libertà, Lega Nord                | Sindaco | [ 10 ] |
| 26 maggio 2014 | 27 maggio 2019 | Anna Tanzi        | lista civica di centro-destra Sarmato 2.0         | Sindaco | [ 10 ] |
| 27 maggio 2019 | 10 giugno 2024 | Claudia Ferrari   | lista civica di centro-sinistra ViviAmo Sarmato   | Sindaco | [ 10 ] |
| 10 giugno 2024 | in carica      | Claudia Ferrari   | lista civica di centro-sinistra ViviAmo Sarmato   | Sindaco | [ 10 ] |

### Gemellaggi
- Sibanicú
- Fontenay-sous-Bois
- Montpellier

Con Montpellier non è un vero e proprio gemellaggio ma è l'adesione ad una associazione Internazionale San Rocco di Montpellier che si propone di diffondere la conoscenza e lo splendore di San Rocco organizzando manifestazioni, spettacoli, conferenze e pellegrinaggi. 
L'Associazione è un legame fra le città, le Confraternite laiche e religiose, le Associazioni, i Gruppi, le Delegazioni di tutto il mondo che si richiamano al Santo e attraverso i quali crea un repertorio di culti e culture legate al suo nome.

## Sport

### Calcio
La squadra calcistica di Sarmato è la FCD Sarmatese che attualmente milita nel campionato di promozione. La società è composta anche da settori giovanili.

### Strutture sportive
Nel comune sono presenti:
- un campo da calcio a 11 in erba (campo di gioco della squadra FCD Sarmatese)
- un campo da calcio a 7 in erba (adiacente alla chiesa)
- un campo (all'aperto) da calcio a 5 in erba sintetica
- un campo da basket (all'aperto)
- una piscina comunale con campi da beach volley
- una palestra comunale polifunzionale (utilizzata per basket e volley)

### Ciclismo
Sarmato ha ospitato il passaggio di una tappa del giro d'Italia in diverse edizioni. In data 01/07/2024 ha ospitato il passaggio della tappa Piacenza - Torino del Tour De France 2024.

## Galleria d'immagini

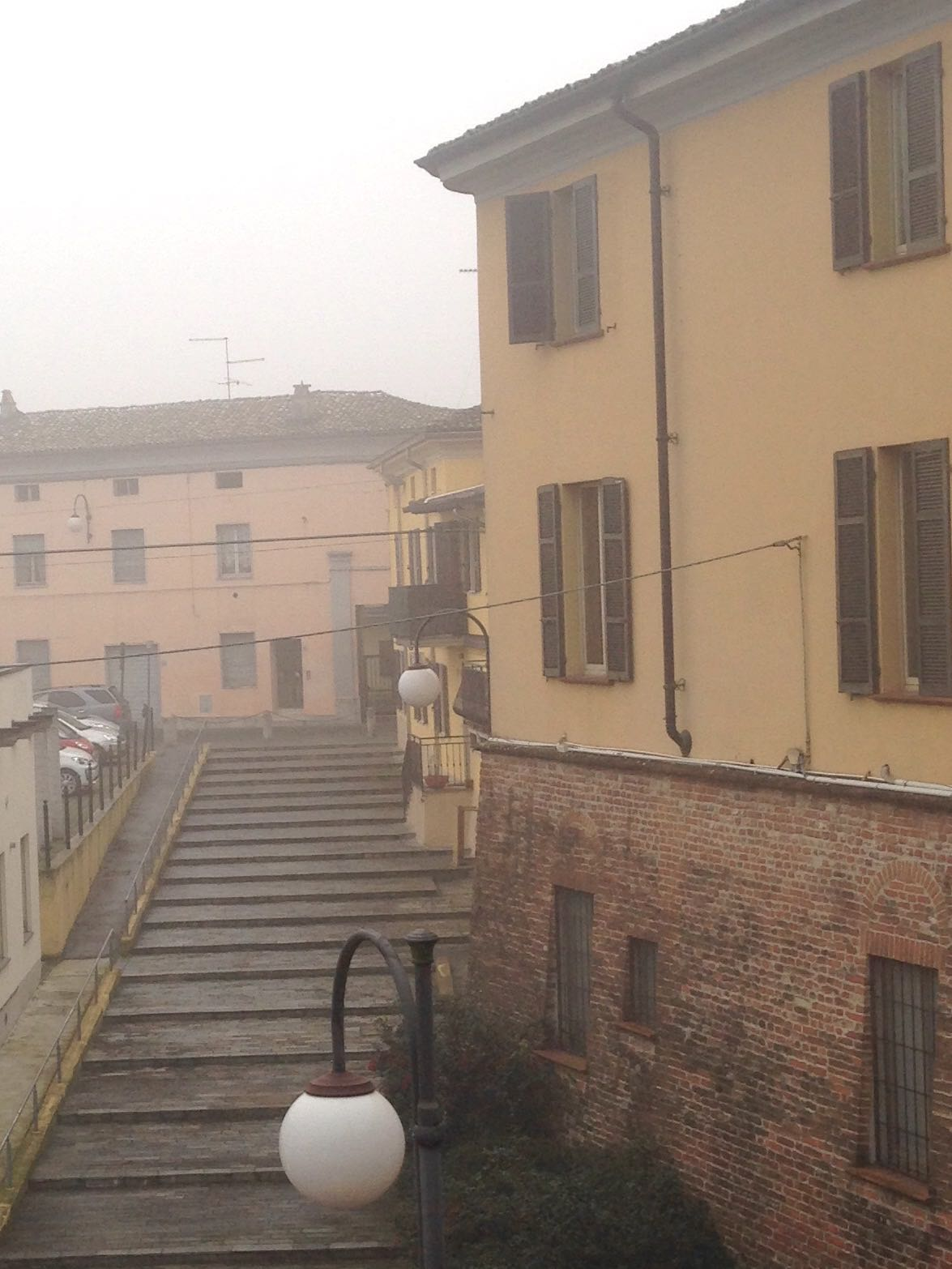
Scalinata municipio
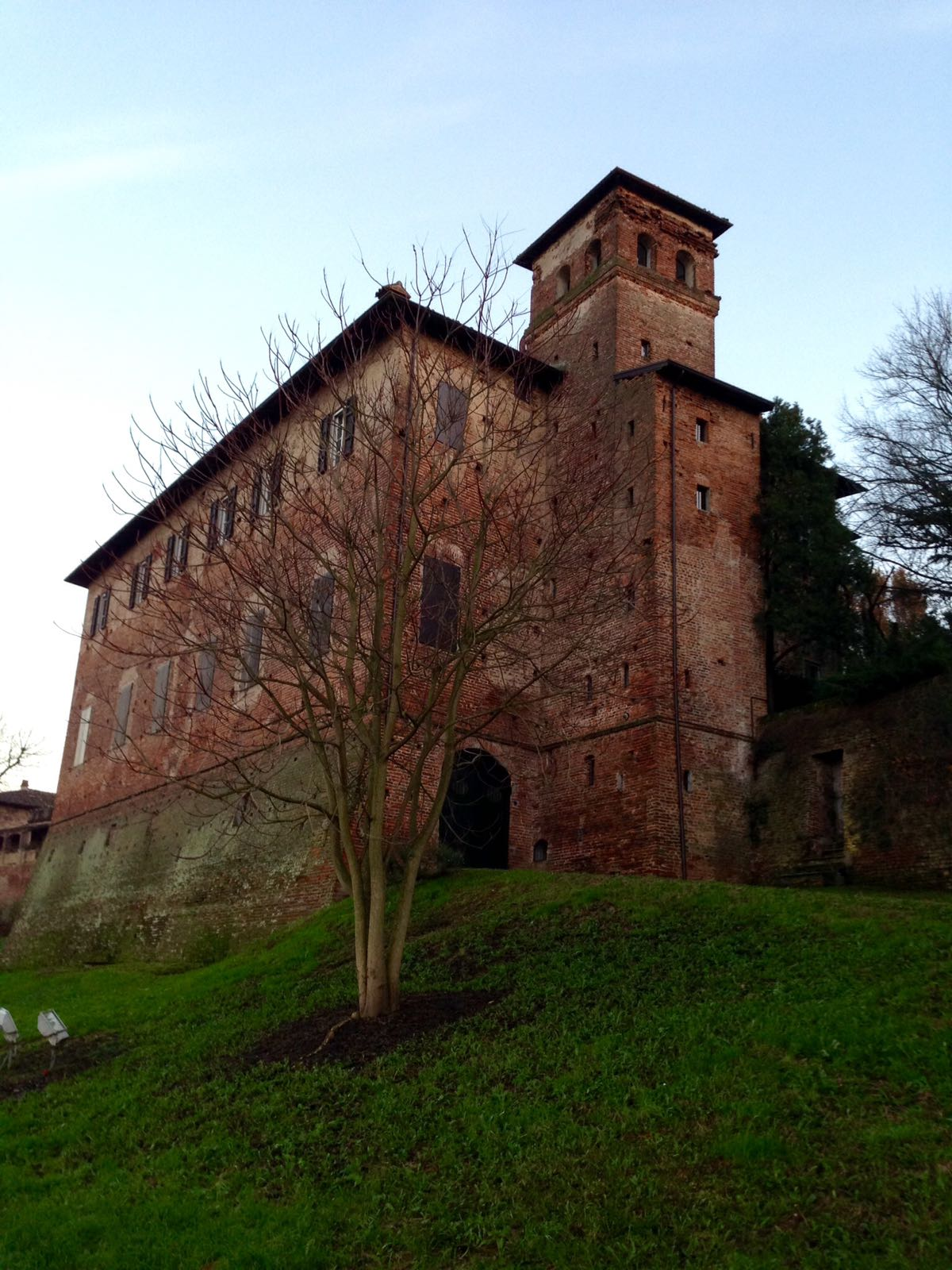
Vista nord del castello
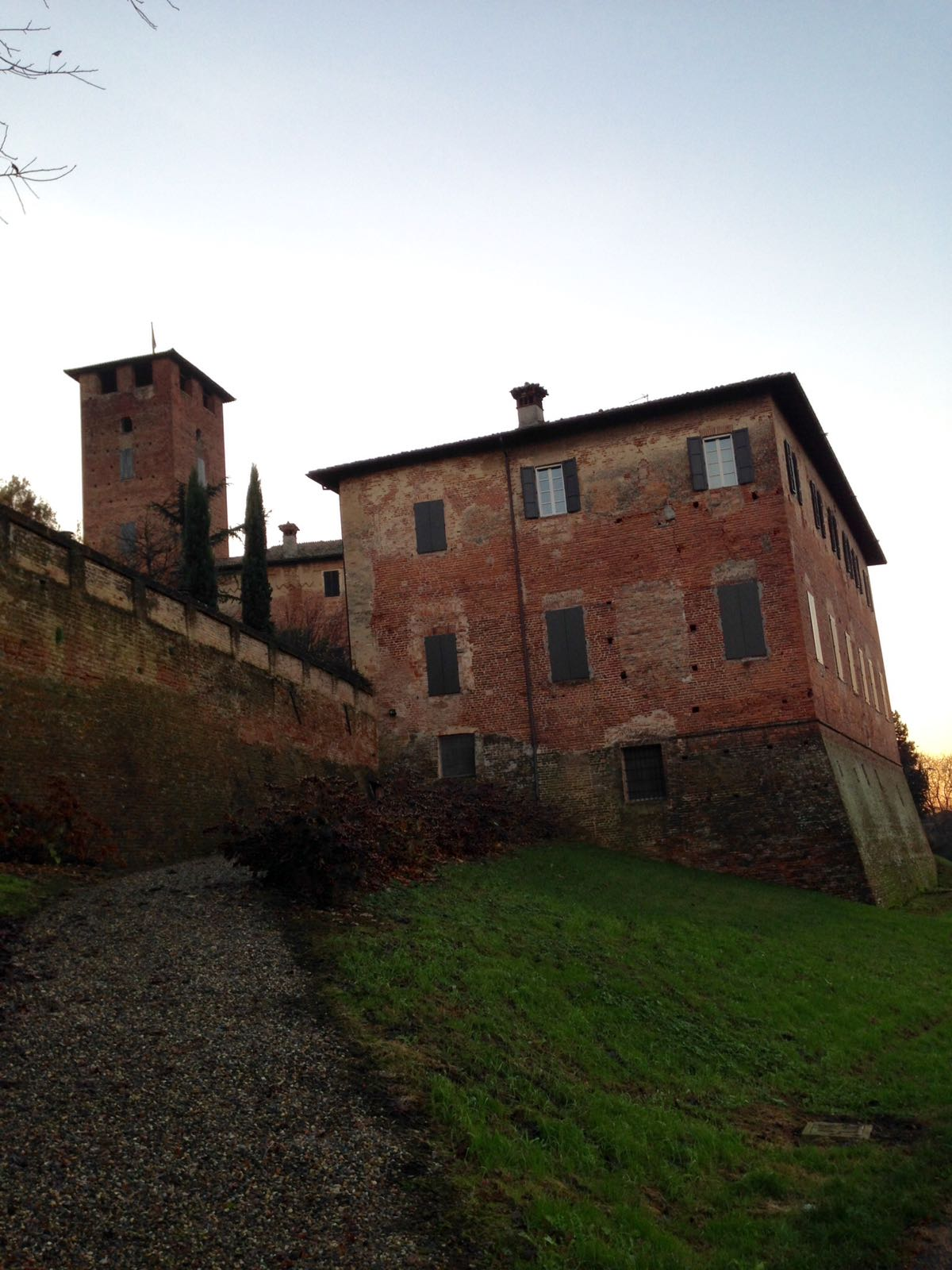
Vista nord del castello
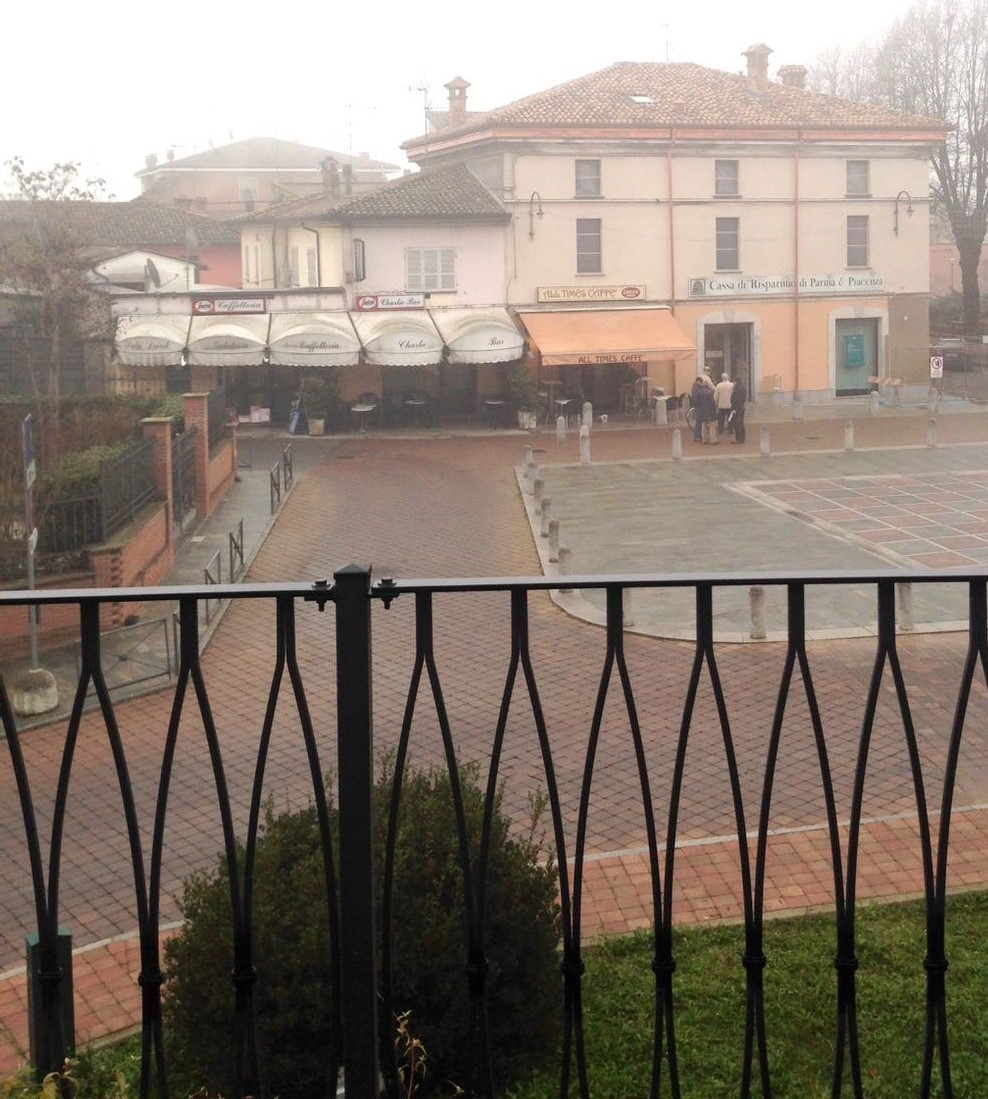
Piazza Roma dal castello
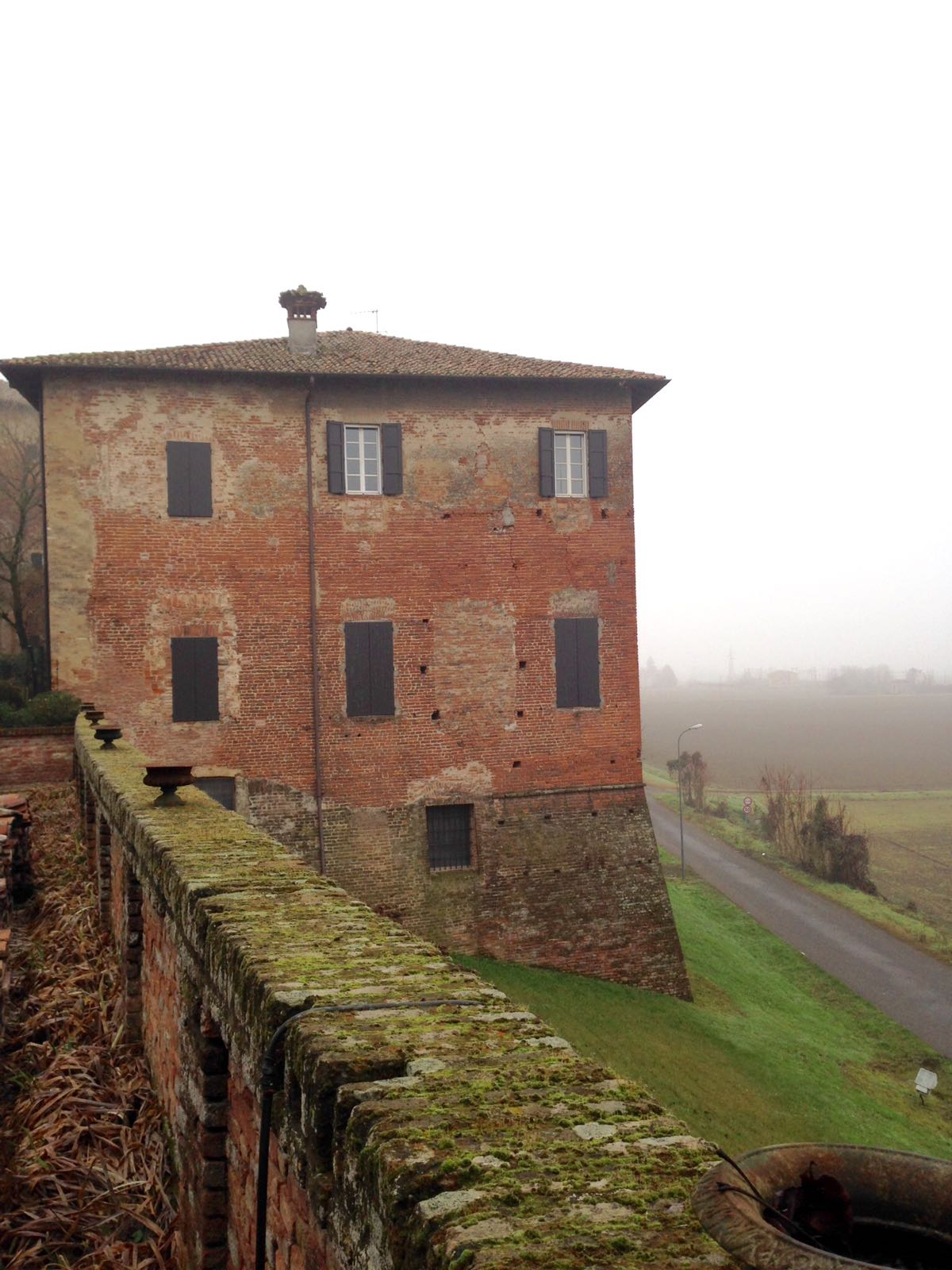
Dettaglio delle mura